# Judgment Day 2000
Judgment Day 2000 è stata la prima edizione dell'omonimo pay-per-view prodotto dalla World Wrestling Federation. Si svolse il 21 maggio 2000 alla Freedom Hall di Louisville. L'evento ha incassato oltre 596.050 dollari dalla vendita dei biglietti, con un'affluenza di 16.827 spettatori.

## Risultati
| #    | Risultati                                                                                            | Stipulazioni                                                                    | Durata  |
| ---- | --- | ------------------------------------------------------------------------------- | ------- |
| Heat | The British Bulldog ha sconfitto Joey Abs                                                            | Single match                                                                    | 04:28   |
| Heat | Essa Ríos e Lita hanno sconfitto Taka Michinoku e Funaki                                             | Mixed tag team match                                                            | 05:02   |
| Heat | The Godfather ha sconfitto D'Lo Brown                                                                | Single match                                                                    | 03:40   |
| 1    | Too Cool (Scotty 2 Hotty, Grand Master Sexay e Rikishi) hanno sconfitto Edge, Christian e Kurt Angle | Six-man tag team match                                                          | 09:46   |
| 2    | Eddie Guerrero (c) (con Chyna) ha sconfitto Perry Saturn e Dean Malenko                              | Triple threat match per il WWF European Championship                            | 07:57   |
| 3    | Shane McMahon ha sconfitto Big Show                                                                  | Falls count anywhere match                                                      | 07:12   |
| 4    | Chris Benoit (c) ha sconfitto Chris Jericho                                                          | Submission match per il WWF Intercontinental Championship                       | 13:27   |
| 5    | D-Generation X (Road Dogg e X-Pac) (con Tori) ha sconfitto The Dudley Boyz                           | Tag team tables match                                                           | 10:55   |
| 6    | Triple H (con Stephanie McMahon-Helmsley) ha sconfitto The Rock (c)                                  | Iron man match per il WWF Championship con Shawn Michaels come arbitro speciale | 1:00:00 |